# Carcinom
Carcinom är cancer som uppkommit ur epitelceller. Carcinom är den vanligaste typen av cancer, sett till celltyp som cancern har sitt ursprung i, och står för 80% av alla diagnostiserade fall. Carcinom är en typ av cancer men används ibland felaktigt som synonym till cancer.
Carcinom uppträder på organens ytor, i olika typer av gångar och håligheter i kroppen. Vissa endokrina organ har specialiserade epitelceller, därför räknas även cancrar i vissa utsöndrande organ till carcinomgruppen; carcinom i körtlar kallas adenocarcinom.
Carcinom är elakartade (maligna) vilket innebär att de invaderar de omgivande vävnaderna och organen och även kan sprida sig till lymfknutor och mer avlägsna organ, metastasera. Genom att ta sig in i kärl kan cancerceller förflyttas med blod- eller lymfflödet. På så sätt kan cancern sprida sig (metastasera) till andra delar av kroppen och därmed orsaka skada på andra ställen än där den ursprungligen uppstod.
Vanliga carcinom är de som uppstår i hudens epitelceller (skivepitelscancer) eller i munhålan, magsäcken och tarmsystemet.

## Carcinoma in situ
Om carcinomet upptäcks tidigt så brukar det ibland kallas för carcinoma in situ. Ett sådant uppvisar alla tecken på cancer på cellnivå, men man kan inte se att den spridit sig genom epitelets basalmembran till den underliggande vävnaden. Eftersom in situ-cancern inte har tagit sig igenom basalmembranet har den inte tillgång till blod- och lymfkärl. Därför metastaserar den sällan. Sannolikheten är dock stor att den förr eller senare kommer att bryta igenom basalmembranet och därmed bli invasiv, kallad invasiva lobulära carcinom. Detta försämrar prognosen avsevärt. Den invasiva cancern är farlig eftersom dess aggressiva växtsätt förstör omkringliggande vävnad.